# Марс-6
Марс-6 је био совјетски вјештачки сателит (аутоматска научно-истраживачка станица) намијењен за истраживање планете Марс. Лансиран је 5. августа 1973.

## Ток мисије
Марс-4, 5, 6, и 7 су лансирани у јулу и августу 1973. Два су подешена за орбитални рад, а два су били у суштини капсуле за спуштање на планету. Марс-6 се састојао од орбиталног модула и посебног модула за спуштање.
12. марта 1974. дио за спуштање се одвојио од главног тијела летјелице, која је ушла у атмосферу и почела маневар кочења, шаљући податке 224 секунде. Контакт је изгубљен у непосредној близини површине планете, вјероватно због грешке у систему за кочење, па је капсула ударила о тло великом брзином.
Као и остале мисије лансиране 1973., и ова је вјероватно пропала због квара у интегрисаном колу рачунара летјелице.
Подаци су омогућили стварање профила варијације притиска и температуре са висином изнад Марса. Притисак при површини од 6 милибара и температура 230° келвина су забиљежени.
Марс-6 орбитер је потврдио постојање јоносфере на ноћној страни, заједно са подацима од Марса-4 и 5.

## Основни подаци о лету
- Датум лансирања: 5. август 1973.
- Ракета носач: Протон, са додатим степенима
- Мјесто лансирања: Тјуратам, Бајконур
- Маса сателита (kg): 635